# Vanity (cantante)
Denise Katherine Matthews, conocida artísticamente como Vanity (Niagara Falls, Canadá, 4 de enero de 1959 - Fremont, California, Estados Unidos, 15 de febrero de 2016), fue una cantante, actriz, modelo y religiosa evangelista canadiense. 

## Biografía
Hija de Helga Senyk y James Levia Matthews.
Fue descubierta por Prince, Vanity y Prince se conocieron en los 1980 en los Premios American Music, formó parte del grupo Vanity 6.
Uno de sus temas más conocidos fue Nasty Girl, escrita por Prince en 1982. Tras un solo disco dejó el grupo para firmar con Motown y sacar al mercado dos discos, Wild Animal y Skin on Skin. Fue portada de las revistas Rolling Stone en 1983 y Playboy en 1988.
Luego de su carrera de cantante en 1990, se dedicó a predicar la palabra de Dios por Estados Unidos.
Como actriz acompañó a Carl Weathers en Acción Jackson (1988) y participó en El último dragón (1985) y 52 Vive o muere (1986). La salud de la artista canadiense llevaba deteriorada desde hacía tiempo debido al abuso en el consumo de drogas durante la década de los 90.
A mediados de los 90 se retiró de Hollywood para convertirse al cristianismo. 
En 2010 publicó su autobiografía Blame It On Vanity. Falleció el 15 de febrero de 2016 a los 57 años.